# 災害ボランティアセンター
災害ボランティアセンター（さいがいボランティアセンター）は、主に災害発生時のボランティア活動を効率よく推進するための組織である。
平常時においても常設されている組織がいくつかあり、この場合は、災害予防に関するボランティアの養成や市民向け防災教育訓練、防災啓蒙活動を行うボランティアの拠点の性格も有する。
1995年阪神・淡路大震災や1997年ナホトカ号重油流出事故で多くのボランティアが参集し、わが国で災害ボランティア活動が本格化したが、このとき、被災者支援などにおいてニーズに対して効率よくボランティアを派遣・調整する組織が必要とされ、災害ボランティアセンターが誕生。その後、大きな災害に見舞われた被災地に立ち上げられ、運営されるようになった。 
2011（平成23）年3月11日に起こった東日本大震災では、日本のみならず世界から多くのボランティアが駆け付け活動した。

## 災害ボランティアセンターの設置者と役割
災害ボランティアセンターは一般的に、被災した地域の社会福祉協議会やボランティア活動に関わっている関係団体、行政が協働して担うことが多い。被災地外から支援に駆けつける災害ボランティアセンターの運営経験者・団体が関わる場合もある。 
　主な役割としては、被災地でのニーズの把握（家の片づけ、避難所運営の手伝いなど）、ボランティアの受け入れ（ボランティア活動を希望する人の受付、情報提供、必要なボランティアの人数などの調整、ボランティアバスの受け入れなど）、人数調整・資機材の貸し出し（活動のために道具が必要な場合、それらを準備して貸し出し）、活動の実施（ボランティアによる家屋や避難所などで活動支援）、報告・振り返り（活動の総括、その後の活動ための教訓・情報整理など）となる。 
　なお、前述の社会福祉協議会（社会福祉法人。略称「社協（しゃきょう）」は、民間の社会福祉活動を推進している組織で、全国・都道府県・市区町村ごとに設置されている。日ごろから地域で各種福祉サービスや相談活動、ボランティアや市民活動の支援、共同募金運動への協力など、地域特性を踏まえた独自の事業を行い、地元の自治会・町内会、ボランティア団体などとの密接した連携を保っていることから、災害時に、ボランティア連絡協議会など、ボランティア活動に関わっている人やNPO、行政と協働で災害ボランティアセンターの運営に関わることが多い。 

## 常設の災害ボランティアセンター
京都府は、2004年（平成16年）10月20日の台風23号の教訓から、常設の災害ボランティアセンターを官民協働で設置する事を決め、翌年5月に「京都府災害ボランティアセンター」を京都府社会福祉協議会を事務局として設置した。また京都市も2006年（平成18年）4月に、京都市、京都市社会福祉協議会、きょうとNPOセンターの3者が共同で、常設の「京都市災害ボランティアセンター」を設立した。
2006年（平成18年）5月14日には、京都市伏見区の桂川河川敷において行われた、国土交通省近畿地方整備局などの水防訓練で、府・市の災害ボランティアセンターが初めて合同訓練に参加したほか、平成19年8月に京都市で行われた防災フェアにも参加し、市民防災についてのシンポジウムを企画、更には年間を通して、各種訓練プログラムを企画運営している。
佐賀県は、2005年京都府に次いで、全国で2番目に佐賀県社会福祉協議会の主管で常設の災害ボランティアセンターを構成したが、官民の連携ではなく、会員を募りその会費で運営するスタイルを取っている。
千葉県では、平成19年3月に千葉県社会福祉協議会と日本赤十字社千葉県支部が共同事務局として「千葉県災害ボランティアセンター連絡会」が設置され、県内災害NGO等が参加している。災害時には千葉県地域防災計画に基づき千葉県が設置する千葉県災害ボランティアセンターを連絡会で運営し、市町村に設置される災害ボランティアセンターの支援をする。また、平常時においては情報交換や連絡調整を行っている。
この他にも、「災害ボランティアセンター」と言う名称ではないにせよ、平常時において災害ボランティアに関する連絡調整や、各種訓練プログラムを神奈川県や、三重県、福井県などでも行っている。